# Странный мир (мультфильм)
«Стра́нный мир» (англ. Strange World) — американский компьютерно-анимационный научно-фантастический приключенческий фильм 2022 года, созданный студией Walt Disney Animation Studios и распространяемый Walt Disney Studios Motion Pictures. Он 61-й по счёту полнометражный мультфильм студии, и снят режиссёром Доном Холлом и сорежиссёром Ки Нгуйеном по сценарию Нгуйена, написавшего сюжет совместно с Холлом, и спродюсирован Роем Конли. Главных персонажей озвучили Джейк Джилленхол, Деннис Куэйд, Джабук Янг-Уайт, Габриэль Юнион и Люси Лью. Проект стал седьмым мультфильмом от Disney в жанре научной фантастики после мультфильма «Город героев» (2014). Сюжет рассказывает о Клейдах (Джилленхол, Куэйд, Янг-Уайт и Юнион), легендарной династии исследователей, которые отправляются в неизведанные земли под их миром, где обитают сюрреалистичные создания, чтобы спасти от вымирания растение, известное как пандо.
«Странный мир» вдохновлён pulp-журналами, романом «Путешествие к центру Земли» (1864), а также фильмами «Фантастическое путешествие» (1966), «Парк юрского периода» (1993) и «Кинг-Конг» (1933). Несколько аниматоров совместными усилиями создали движения персонажа Шмяка, общающегося без слов. В то время как проект выполнен преимущественно при помощи компьютерной графики, в нём также присутствует 2D-анимация, выполненная Рэнди Хэйкоком, а в некоторых сценах дополнительную 2D-анимацию выполнили Эрик Голдберг и Марк Хенн.
Премьера «Странного мира» в США состоялась 15 ноября 2022 года в театре «Эль-Капитан». В прокат США картина вышла 23 ноября. Проект привлёк к себе внимание общественности в связи с наличием первого для Walt Disney Animation Studios открытого ЛГБТ-персонажа. Фильм получил в основном положительные отзывы от критиков, которые похвалили анимацию, визуал и озвучку, но подвергли критике сценарий, однако провалился в прокате: убытки Disney оцениваются в $197 млн; это первый кассовый провал для Walt Disney Animation Studios с момента выхода мультфильма «В гости к Робинсонам» в 2007 году. Тем не менее после выхода на стриминговом сервисе Disney+ фильм вышел в лидеры по просмотрам и находился на первом месте в течение 19 дней.

## Сюжет
В стране Авалонии, окружённой бесконечной стеной из гор, живут Егерь Клейд и его пятнадцатилетний сын Искатель — авантюристы, отправляющиеся исследовать новые миры. Во время попытки пересечь горы Искатель обнаруживает зелёные растения, производящие энергию. Искатель и остальные члены команды решают вернуться в Авалонию с растением, а разъярённый Егерь продолжает свой путь в одиночку. Проходит двадцать пять лет, Искатель, которому теперь сорок лет, сделал себе имя, открыв Авалонии чудесное растение, которое он назвал пандо и которое стало источником электроэнергии для Авалонии. Он и его жена Меридиан — фермеры пандо, в то время как их сына Итана, влюблённого в своего друга Диазо, раздражает то, что отец хочет, чтобы сын стал фермером.
Однажды вечером Каллисто Мел, президент Авалонии и один из бывших членов экспедиции Егеря, прибывает к Клейдам на своём космическом корабле под названием «Авантюра» и сообщает, что пандо утрачивает свою энергию; она просит Искателя помочь выяснить причину. Он присоединяется к экспедиции, которая спускается в гигантский кратер, где были обнаружены корни пандо. Меридиан догоняет их на своём кукурузнике, чтобы найти Итана, пробравшегося на «Авантюру» вместе с псом семейства, Лапой, но присоединяется к экспедиции, когда её транспортное средство уничтожают напавшие на корабль существа, похожие на виверн.
«Авантюра» совершает аварийную посадку в подземном мире, и Искатель с Лапой отделяются от группы. На них нападает существо, известное как «Пожиратель», однако их спасает Егерь, который все эти годы жил под землёй. Он пытался пересечь горы снизу, однако ему помешал кислотный океан, а потому он намеревается попасть на борт «Авантюры» и снова попытаться его пересечь. Тем временем Итан сбегает с «Авантюры» с целью отыскать отца. Он заводит дружбу с бесформенным голубым существом, которое называет Шмяком, а позднее воссоединяется с Искателем, Лапой и Егерем. На них нападает множество пожирателей, однако их спасают Меридиан и Каллисто, после чего они возвращаются на «Авантюру».
Искатель настаивает на том, что нужно завершить их миссию, однако Егерь хочет продолжить путешествовать по Странному миру. Итан разочаровывается в них и в их разных взглядах на мир. После очередной перепалки Искателю и Егерю наконец удаётся поговорить по душам и понять, что они уважают достижения друг друга в жизни. Вскоре они обнаруживают гроздь корней пандо, на которую нападают существа из Странного мира.
Узнав о том, что Итан хочет дальше исследовать Странный мир, Искатель обвиняет Егеря в негативном влиянии на него. Разочарованный в Искателе, Итан сбегает с «Авантюры» и направляется к одному из пожирателей. Искатель следует за ним на летающем транспортном средстве, но, воссоединившись, они понимают, что пересекли горы, и обнаруживают океан, где видят глаз гигантского существа, похожего на черепаху. Они понимают, что Авалония находится на спине существа, они всё это время путешествовали по его внутренностям, а пожиратели и прочие существа — это его иммунная система. Поняв, что пандо — инфекция, оказывающая негативное влияние на сердце существа, они возвращаются, чтобы сообщить экспедиции о том, что нужно уничтожить пандо, однако Каллисто запирает их в кладовке, не давая остановить миссию, а разъярённый Егерь решает всё увидеть лично и сбегает с корабля. Лапе и Шмяку удаётся освободить семью. Чтобы не дать пандо убить существо, Искатель и Итан отправляются к его сердцу, расчищая путь для пожирателей, а Меридиан береёт корабль под свой контроль и убеждает Каллисто помочь им. С помощью вернувшегося Егеря им удаётся прорваться сквозь пандо. Существа уничтожают пандо, заставляя сердце биться вновь и спасая землю.
Спустя год Итан состоит в отношениях с Диазо, и они с друзьями собирают ресурсы в Странном мире; Авалония переходит с энергии пандо на ветрогенераторы; Егерь возвращается к своей бывшей жене Пенелопе, которая второй раз вышла замуж в его отсутствие; отношения Искателя и Егеря улучшаются.

## Роли озвучивали
- Джейк Джилленхол — Искатель Клейд, сын Егеря, муж Меридиан и отец Итана, фермер, выращивающий пандо[6].
- Деннис Куэйд — Егерь Клейд, отец Искателя и дед Итана, опытный экспедитор[7].
- Джабук Янг-Уайт[англ.] — Итан Клейд, 16-летний сын Искателя, жаждущий приключений за пределами фермы отца, которым также движет школьная любовь[7]. Итан является открытым геем и первым главным персонажем нетрадиционной ориентации в мультфильмах Walt Disney Animation Studios[8].
- Габриэль Юнион — Меридиан Клейд, пилот и прирождённый лидер, мать Итана и жена Искателя[7].
- Люси Лью — Каллисто Мел, президент Авалонии и лидер экспедиции в странный мир[7][9].
- Каран Сони — Каспиан, занудный член экспедиции в странный мир[10].
- Алан Тьюдик — Даффл, пилот экспедиции в странный мир, убитый виверноподобными существами[10]. Его роль является отсылкой к Хобану «Уошу» Уошбурну, персонажу Тьюдика из сериала «Светлячок»[11].
  - Тьюдик также озвучил Рассказчика в начале фильма и диктора на радио.
- Аделина Энтони — капитан Палк, заместитель командира экспедиции в странный мир[10].
- Абрахам Бенруби — Лонни Редшорт, бывший член команды Егеря, пропавший без вести[10]. Его фамилия является отсылкой к тенденции франшизы «Звёздный путь», согласно которой те, кто носит красные рубахи, умирают позорной смертью.
- Джонатан Мело — Диазо, возлюбленный Итана, а позднее — его парень[10].
- Ник Додани — Кардес, друг Итана.
- Франческа Реале[англ.] — Азимут, подруга Итана.

В финальных титрах указано, что Лапа, трёхлапый пёс Клейдов, и Шмяк, голубое создание из странного мира, озвучили сами себя.

## Производство

### Разработка
В декабре 2021 года был анонсирован полнометражный мультфильм Walt Disney Animation Studios под названием «Странный мир», режиссёром которого стал Дон Холл, сорежиссёром и сценаристом — Ки Нгуйен, а продюсером — Рой Конли.
Во время встречи с обсуждением сюжета Барни Мэттинсон предложил включить в повествование домашнюю собаку Клейдов, персонажа, который впоследствии стал псом Лапой. Этот фильм стал последним, над которым Мэттинсон работал до своей смерти 27 февраля 2023 года.
В общей сложности бюджет «Странного мира» оценивается в $135—180 млн.

### Подбор актёров
6 июня 2022 года, после выхода тизер-трейлера, было объявлено, что Джейк Джилленхол озвучил Искателя Клейда. 17 июня на Фестивале анимации в Анси были объявлены остальные исполнители главных ролей: Джабук Янг-Уайт озвучил Итана Клейда, Габриэль Юнион — Меридиан Клейд, Люси Лью — Каллисто Мел, а Деннис Куэйд — Егеря Клейда. Персонаж Янга-Уайта, Итан, стал первым главным героем Walt Disney Animation Studios с нетрадиционной ориентацией.

### Анимация, дизайн и источники вдохновения
По словам Холла, «Странный мир» отдаёт дань уважения pulp-журналам — популярному изданию, выходившему в первой половине 20-го века и печатавшемуся на дешёвой бумаге из древесной массы, а также таким произведениям, как роман «Путешествие к центру Земли» и фильмы «Фантастическое путешествие» и «Кинг-Конг». Он также сказал, что «взрослея, [он] обожал читать старые выпуски. Там были большие приключения, в которых группа исследователей обнаруживала таинственный мир или древних существ. Они во многом вдохновили „Странный мир“».
Чудодейственное растение пандо названо в честь леса в американском штате Юта. Земли Авалонии окрашены в оранжевый и белый цвета, что контрастирует с основным странным миром, для оформления которого были использованы красный и пурпурный цвета. Персонаж Шмяк общается без слов аналогично волшебному ковру из мультфильма «Аладдин» (1992).

## Музыка
Генри Джекман написал музыку для фильма, который таким образом стал для него третьей совместной работой с Холлом после мультфильмов «Медвежонок Винни и его друзья» (2011) и «Город героев» (2014) и шестым плодом сотрудничества с Disney. Саундтрек был выпущен лейблом Walt Disney Records 23 ноября, в день премьеры фильма. Также в альбом входят оригинальные песни, написанные Джекманом (музыка) и Кевином Дель Агильей (тексты) и исполненные Джеймсом Хейденом.
Список композиций
Вся музыка написана Генри Джекманом, если не указано иное.
| №                   | Название                           | Автор(ы)                                   | Исполнитель         | Длительность |
| ------------------- | ---------------------------------- | ------------------------------------------ | ------------------- | ------------ |
| 1.                  | «They’re The Clades!»              | Джекман (музыка) Кевин дель Агилья (текст) | Джеймс Хейден       | 1:05         |
| 2.                  | «A Conflict of Visions»            |                                            |                     | 3:48         |
| 3.                  | «Avalonia Part I»                  |                                            |                     | 1:37         |
| 4.                  | «Avalonia Part II»                 |                                            |                     | 1:07         |
| 5.                  | «Searcher’s Quest»                 |                                            |                     | 2:27         |
| 6.                  | «The Descent»                      |                                            |                     | 3:43         |
| 7.                  | «Abundance of Life»                |                                            |                     | 0:56         |
| 8.                  | «Crazy Creatures»                  |                                            |                     | 1:19         |
| 9.                  | «Callisto»                         |                                            |                     | 1:12         |
| 10.                 | «The Misadventures of Ethan Clade» |                                            |                     | 2:54         |
| 11.                 | «The Tale of Jaeger Clade»         |                                            |                     | 2:59         |
| 12.                 | «Flesh and Blood»                  |                                            |                     | 1:26         |
| 13.                 | «Friend or Foe?»                   |                                            |                     | 1:31         |
| 14.                 | «Attack of the Reapers»            |                                            |                     | 3:28         |
| 15.                 | «Voyage to the Heart»              |                                            |                     | 2:08         |
| 16.                 | «Skin in the Game»                 |                                            |                     | 2:06         |
| 17.                 | «Flight of the Poot Pickles»       |                                            |                     | 1:27         |
| 18.                 | «Winning Ways»                     |                                            |                     | 1:45         |
| 19.                 | «Like Father, Like Son»            |                                            |                     | 1:25         |
| 20.                 | «In My Element»                    |                                            |                     | 1:27         |
| 21.                 | «The Heart of Pando»               |                                            |                     | 3:24         |
| 22.                 | «An Eye-Opener»                    |                                            |                     | 2:55         |
| 23.                 | «Change of Plan»                   |                                            |                     | 1:55         |
| 24.                 | «A Great Effort»                   |                                            |                     | 3:11         |
| 25.                 | «The Fate of Strange World»        |                                            |                     | 2:16         |
| 26.                 | «Resurrection»                     |                                            |                     | 2:34         |
| 27.                 | «Farewell to Arms»                 |                                            |                     | 1:38         |
| 28.                 | «A New Perspective»                |                                            |                     | 2:15         |
| 29.                 | «End Credit Suite»                 |                                            |                     | 2:30         |
| 30.                 | «Strange World Overture»           |                                            |                     | 3:45         |
| 31.                 | «They’re The Clades!» (Reprise)    | Джекман (музыка) Агилья (текст)            | Джеймс Хейден       | 1:19         |
| Общая длительность: | Общая длительность:                | Общая длительность:                        | Общая длительность: | 67:00        |

## Премьера

### Кинопрокат
Мировая премьера «Странного мира» состоялась 15 ноября 2022 года в театре «Эль-Капитан» в Голливуде. Фильм вышел в прокат в США 23 ноября 2022 года.
Мультфильм не был выпущен в прокат в некоторых странах; в связи с несогласием Disney с местными положениями относительно прокатных окон фильмов, 8 июня 2022 года было объявлено, что «Странный мир» не выйдет в прокат во Франции, а вместо этого будет выпущен в стране сразу на стриминговом сервисе Disney+, после чего состоится театральный релиз на территориях других регионов, а Deadline Hollywood сообщил, что Disney отменил премьеру фильма на территории 20 стран, в основном находящихся в Средней Азии, Африке и Южной Азии, а также в России и Китае; премьера в России была отменена заранее в связи с продолжающимся вторжением на Украину, а других стран запрет коснулся в связи с наличием персонажа-гея, Итана Клейда. Такое решение было принято с целью избежать цензуры в отношении ЛГБТК+-тематики, так как основной сюжет фильма сосредоточен на влюблённости Итана в другого парня.
Это был первый фильм, в котором был использован логотип Walt Disney Pictures, посвященный 100-летию, в честь столетия компании в 2023 году, созданный Disney и Industrial Light & Magic. Кристоф Бек написал новую аранжировку «When You Wish Upon a Star».

### Маркетинг
Первый взгляд на фильм был представлен 9 декабря 2021 года. Журналист /Film Макс Эври сказал, что изображение «во многом [напоминает] „Аватар“ или в крайнем случае Пандору из Animal Kingdom в Диснейуорлде». 6 июня 2022 года был выпущен тизер-трейлер. Петрана Радулович из Polygon посчитала его «оммажем на ретро-сай-фай», также сказав, что аналогично «Райе и последнему дракону», он «по-видимому, будет делать большую ставку на действие, чем типичные музыкальные фантазии Disney». 21 сентября 2022 года был выпущен полноценный трейлер, на следующий день вышло видео с реакцией актёров на него, а 19 октября был представлен «специальный» трейлер.

### Онлайн-прокат и физические носители
«Странный мир» стал доступен для просмотра на Disney+ 23 декабря.
По данным Flix Patrol, в момент релиза на Disney+ «Странный мир» стал самым просматриваемым фильмом на сервисе. Платформа TV Time сообщила, что на неделе, заканчивающейся 25 декабря 2022 года, «Странный мир» занял восьмое место среди самых просматриваемых лент на всех платформах в США, а к 30 декабря оказался на шестом. На неделе, завершившейся 1 января 2023 года, мультфильм стал шестым по популярности на стриминговом сервисе Vudu.
14 февраля 2023 года Walt Disney Studios Home Entertainment выпустила «Странный мир» на носителях Ultra HD Blu-ray, Blu-ray и DVD.

## Реакция

### Кассовые сборы
«Странный мир» собрал $38 млн в США и Канаде и $35,6 млн на территории других стран, в общей сложности собрав $73,6 млн по всему миру. После слабого старта в домашнем прокате Variety и Deadline Hollywood посчитали, что с выходом фильма Disney потеряет $100–197 млн.
В США и Канаде «Странный мир» был выпущен в прокат одновременно с фильмами «Достать ножи: Стеклянная луковица», «Двойная петля», «Фабельманы» и «Целиком и полностью». Согласно прогнозам, в свой первый пятидневный уик-энд фильм должен был собрать $30–40 млн в 4,174 кинотеатрах. В свой первый день фильм собрал $4,2 млн (в том числе $800,000 во время предварительных показов во вторник), что оказалось ниже ожиданий, и прогнозы были снижены до $23 млн. В первые выходные картина собрала заметно меньше, чем предполагалось, а именно $11,9 млн ($18,6 за пять дней). Она оказалась на втором месте по сборам после фильма «Чёрная пантера: Ваканда навеки». Несколько изданий назвали проект кассовым провалом, а The Hollywood Reporter сообщил, что «это худший старт для тайтла Disney Animation в уик-энд Дня Благодарения современности», а Variety назвал результат «катастрофическим для Disney». На слабый старт повлияли отрицательная реакция аудитории, средние отзывы критиков и непримечательная рекламная кампания по сравнению с другими проектами Disney.

### Просмотры на онлайн-платформах
В последнюю неделю 2022 года и в первые две недели 2023 года «Странный мир» являлся самым просматриваемым фильмом на Disney+ в мире. Он возглавил чарты Disney+ практически во всех странах, где доступен сервис.

### Отзывы критиков
На сайте-агрегаторе рецензий Rotten Tomatoes «Странный мир» имеет рейтинг 72 % при 163 положительных отзывах со средней оценкой 6,3/10. Консенсус сайта гласит: «В контексте репрезентации „Странный мир“ является вехой Disney — но зато, как рассказчик истории, он предлагает ослепительно яркое приключение, которое юные зрители ещё не видели». Metacritic, выставляющий оценки по среднему арифметическому взвешенному, присвоил фильму 65 баллов из 100 возможных на основании 35 рецензий, что указывает на «в целом положительные отзывы». Зрители, опрошенные для CinemaScore, дали фильму среднюю оценку «B» по шкале от A+ до F, а на PostTrak было собрано 82 % положительных отзывов со средней оценкой в четыре звезды из пяти. «Странный мир» стал первым мультфильмом Walt Disney Animation, получившим оценку ниже «A-», и считается анимационным проектом Disney с самым низким рейтингом на CinemaScore с 1991 года.
Журналист Variety Питер Дебрюж написал: «Персонажи, а также окружающий их мир делают этот живой приключенческий фильм в стиле „Путешествия к центру Земли“ более красочным и многообразным в самом лучшем смысле. Однако какими бы замечательными ни были люди и исследуемая ими местность, сравнительно неоригинальная история отправляет этот дивный мультфильм в раздел вторичных… вместо того, чтобы сломать пантеон диснеевской классики». Ловия Гьярк из The Hollywood Reporter похвалила визуальную составляющую, написав, что она была «тщательно и дивно проработана аниматорами „Странного мира“, по большей части вдохновлявшимися pulp-журналами 30-х и 40-х годов. В пейзаже есть что-то живописное, что вкупе с уклоном в научную фантастику заставляет вспомнить „Планету сокровищ“ от Disney». Трейси Браун из Los Angeles Times также похвалила видеоряд, назвав его «динамичным, странным, поразительным… От сочной палитры до милой и опасной флоры и фауны, этот странный, загадочный мир вполне заслуживает статус главного героя картины».
Журналист Chicago Sun-Times Ричард Роупер не отнёс мультфильм в ту же категорию, что «„Холодное сердце“, „Зверополис“ и „Энканто“, это весёлый праздник для всей семьи с привычным быстротечным экшеном, изобретательным видеорядом, великолепной озвучкой и, конечно же, нагромождения оптимистичных посылов о семейных узах, о том, как важно быть откровенным с другими, и том, что нам всем приходится принимать большие меры для заботы не только друг о друге, но и о родном мире, и неважно, насколько этот мир СТРАННЫЙ». Брайан Труитт из USA Today дал фильму три звезды из четырёх, назвав «Странный мир» «приятным элементом динамичного построения мира, который делает шаг в сторону от последних не пиксаровских попыток уйти в жанр мюзикла, вроде „Энканто“ или „Холодного сердца“». Оди Хендерсон из The Boston Globe похвалил окружающую среду в фильме и посылы для отцов и детей, а также «потрясающую озвучку и музыку Генри Джекмана, которые делают назидания удобоваримыми, а фильм — весёлым. Подземный мир Авалонии отлично развлекает; броские и яркие оттенки розового, красного и зелёного цветов как будто взяты с крашеных крыш пригородных домов в Нью-Джерси в 1970-х годах».
В своём отзыве для The Washington Post Кристен Пейдж-Кирби посчитала «сюжет слишком базовым, а персонажей — слишком слабыми для того, чтобы „Странный мир“ смог нанести серьёзный удар. Красивого визуала недостаточно. В конце концов, по обложке не судят — это касается и „Странного мира“». Джейкоб Столлер из Paste Magazine признал, что мультфильм «может быть захватывающим — особенно с изобретательным сеттингом и выпуклыми существами, — а его попытки деконструировать потные мужские характеры, восхищённые своим вдохновением, также поражают. Но вкупе с запутанными темами и слабыми персонажами пережитки старомодных журналов заставляют „Странный мир“ увязнуть в изнанке знакомой истории». Журналистка The Guardian Кэт Кларк посчитала, что персонажи «не так уж и плохи», однако «громоздкий сценарий ощущается как что-то, что переделывали до тех пор, пока он не стал непонятным — и похоронил все шансы что-либо донести зрителю. Хотя и видны благие намерения, интереснее фильм от этого всё равно не становится».

### Награды и номинации
| Награда                                                  | Дата вручения   | Категория                                                  | Номинанты и получатели                                                     | Результат | П.            |
| -------------------------------------------------------- | --------------- | ---------------------------------------------------------- | -------------------------------------------------------------------------- | --------- | ------------- |
| Black Reel Awards                                        | 6 февраля 2023  | Лучшее озвучивание                                         | Габриэль Юнион                                                             | Номинация | [ 60 ] [ 61 ] |
| Премия Общества специалистов по визуальным эффектам      | 15 февраля 2023 | Лучшие визуальные эффекты в полнометражном мультфильме     | Стив Голдберг, Лори О, Марк Хэммел, Мердад Исванди                         | Номинация | [ 62 ]        |
| Премия Общества специалистов по визуальным эффектам      | 15 февраля 2023 | Лучший персонаж в полнометражном мультфильме               | Летиша Гиллетт, Кэмерон Блэк, Дэн Липсон, Луис Джонс (Шмяк)                | Номинация | [ 62 ]        |
| Премия Общества специалистов по визуальным эффектам      | 15 февраля 2023 | Лучшее окружение в полнометражном мультфильме              | Ки Джон Хон, Райан Смит, Джесси Эриксон, Бенджамин Фиск (Ветреные джунгли) | Номинация | [ 62 ]        |
| Премия Общества специалистов по визуальным эффектам      | 15 февраля 2023 | Лучшее моделирование эффектов в полнометражном мультфильме | Дебора Карлсон, Скотт Таунсенд, Стюарт Гриз, Яссер Хамед                   | Номинация | [ 62 ]        |
| Премия Международной ассоциации музыкальных кинокритиков | 23 февраля 2023 | Лучшая оригинальная музыка к мультфильму                   | Генри Джекман                                                              | Номинация | [ 63 ] [ 64 ] |
| Энни                                                     | 25 февраля 2023 | Лучшая работа художника-раскадровщика                      | Джефф Сноу                                                                 | Номинация | [ 65 ]        |
| Энни                                                     | 25 февраля 2023 | Лучшая работа художника-раскадровщика                      | Хавьер Ледесма Барболла                                                    | Номинация | [ 65 ]        |

## Комментарии
1. 1 2  Deadline Hollywood сообщил, что бюджет фильма составляет 135 миллионов долларов, в то время как Variety сообщил, что бюджет составляет 180 миллионов долларов[2][3].